# Johann I. Thurzo

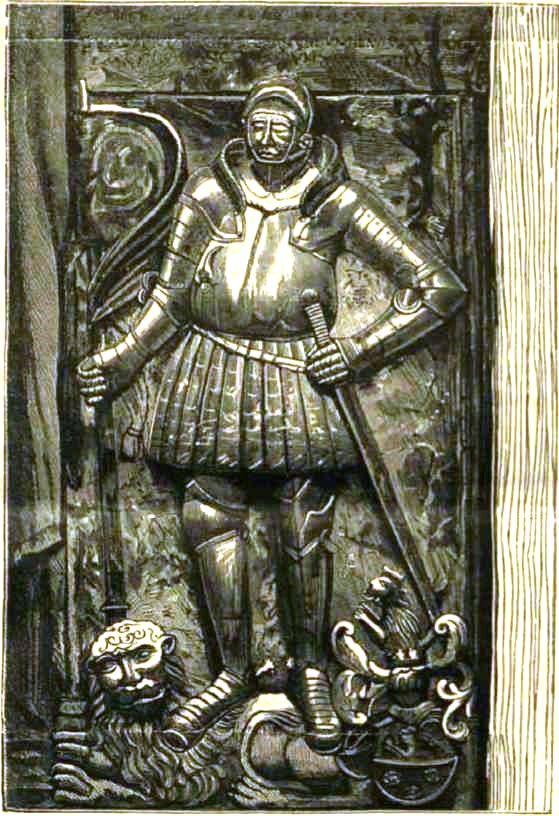
Grabplatte von Johann I. Thurzo in der Jakobsbasilika von Levoča/Leutschau. Trotz seines städtebürgerlichen Engagements und seines steilen Aufstiegs zu einem der reichsten Montanunternehmer Europas ließ er sich nach dem Denken der Ständeordnung in Ritterrüstung des statushöheren Kleinadels, dem er entstammte, verewigen.

Johann I. T(h)urzo von Bethlemfalva (ungarisch Thurzó János, polnisch Jan Thurzo, slowakisch Ján T(h)urzo, tschechisch Jan T(h)urzo; * 30. April 1437 in Leutschau, Zips; † 10. Oktober 1508 in Frauenbach, Komitat Szatmár, beides damals im Königreich Ungarn) war ein Patrizier, Kaufmann und Montanunternehmer.

## Leben
Johann Thurzo, dessen Vater Georg († 1460) sich seit 1430 Herr von Bethlenfalva (Bethelsdorf) nannte, entstammte der fast mittellosen kleinadeligen Familie Thurzo aus dem Stuhl der zehn Lanzenträger in der Zips, die gleichzeitig das Stadtbürgerrecht in der Zipser Hauptstadt Levoča (Leutschau) besaß und dort als Stadtadel und Patrizier lebten. Er war eigentlich von der Familie als Priester vorgesehen und studierte dafür in Padua und Rom Theologie und Philosophie, schlug die Laufbahn aber nicht ein.
Nach Abschluss seiner Studien ging er in den Bergbau im Ungarischen (heute Slowakischen) Erzgebirge, wo er sich als Bergbautechniker/Wasserkünstler mit sehr effektivem technischen Verständnis schnell einen Namen machte. Durch den Anstieg des Grundwasserspiegels aufgrund häufiger Niederschläge in der Kleinen Eiszeit des 14. und 15. Jahrhunderts waren zahlreiche Bergwerke in ganz Europa abgesoffen und Johann Thurzo konnte einige durch genaue Berechnung neuer Entwässerungsstollen und Einsatz der neu erfundenen Technik der hydraulisch angetriebenen Heinzenkunst, frühe Formen der Pumpen, erfolgreich trockenlegen. Der ungarische König Matthias Corvinus übertrug ihm 1475 mehrere abgesoffene Bergwerke und er erwarb weitere, die er oft ebenfalls wieder in Betrieb nahm. Johann Thurzo betrieb erfolgreich Handel mit Gold und Silber.
Bei Aufenthalten im Harz erlernte er das neuartige Saigerverfahren, das es (als „Schlüsseltechnologie“ im Bergbau und Verhüttung des 15. und 16. Jahrhunderts) ermöglichte, bisher nicht gewinnbare Silberanteile in Schwarzkupfer und niedrige Silberanteile in Bleiglanz unter 3 % durch Zusammenschmelzen und Ausfällen in der Verhüttung zu gewinnen. Die sehr große Kupferausbeute handelte er auf dem wichtigsten europäischen Kupfermarkt in Venedig, später in Antwerpen, die neben dem europäischen Kupfermarkt auch in neue Märkte in Westafrika und Indien, wo Kupfer sehr begehrt war, handelten.
Im Jahr 1463 ließ er sich in Krakau nieder, wo er 1477 Ratsherr, später Bürgermeister wurde. 1469 errichtete er mit Investitionsgeldern Krakauer Patrizier in Mogiła die erste Saigerhütte Ostmitteleuropas. Zwischen 1473–1474 war er als Erzhändler in Kuttenberg tätig. und gründete 1475 eine Bergbaugewerkschaft (= eine Kapitalgesellschaft im Bergbau), zu der nach und nach zahlreiche Bergwerke in der heutigen Slowakei (Ober- und Niederungarn), in Mähren, Schlesien, Böhmen, Kleinpolen und Siebenbürgen gehörten. Am 14. September 1478 kaufte er sich auch in das Rammelsberger Silberbergwerk bei Goslar ein.
Weil das Investitionskapital aus Krakau und der Zips nicht mehr ausreichte, schloss er 1495 einen Vertrag mit Jakob Fugger über einen gemeinsamen Betrieb eines Kupferbergwerks mit weiterer Saigerhütte in Neusohl in Ungarn. Als dessen Hauptgewerke führte er den Bergbau zu einer Blütezeit. Eine dritte Saigerhütte der gemeinsamen „Fugger-Thurzo-Gesellschaft“ (offizieller Name „(Gemeiner) Ungarischer (Kupfer-)Handel“) entstand in Moštenica und die Gesellschaft monopolisierte faktisch den Saigerhandel und die Saigerproduktion Ostmitteleuropas.
Neben dem Augsburger Handelshaus Fugger, mit dem Thurzo in intensivem und kooperativem Geschäftsverkehr sowie in verwandtschaftlichen Beziehungen stand, war er einer der mächtigsten und reichsten Unternehmer Europas.

## Familie
Johann Thurzo ist der Vater des Breslauer Erzbischofs Johannes V. Thurzo, des Krakauer Bürgermeisters Georg III. Thurzo, der mit Anna Fugger verheiratet war, und des Olmützer Bischofs Stanislaus I. Thurzo, die aus seiner ersten Ehe mit Ursula Böhm († 1483) stammen.
Aus seiner zweiten Ehe mit Barbara Beck stammen weitere fünf Kinder, darunter Katharina (1488–1535), die mit dem Kaufmann Raymund Fugger (1489–1535) verheiratet wurde und die Mutter von Johann Jakob Fugger (1516–1575) war.